# Fête-Sed
Dans l'Égypte antique, la fête-Sed  (heb-sed) était la fête de jubilé célébrée traditionnellement à partir de la trentième année de règne d'un pharaon. Elle fait partie de la tradition pharaonique qui débute avec les premières dynasties (notamment sous Pépi Ier) et perdure au moins jusqu'à la XXIIe dynastie.

## Attestations archéologiques

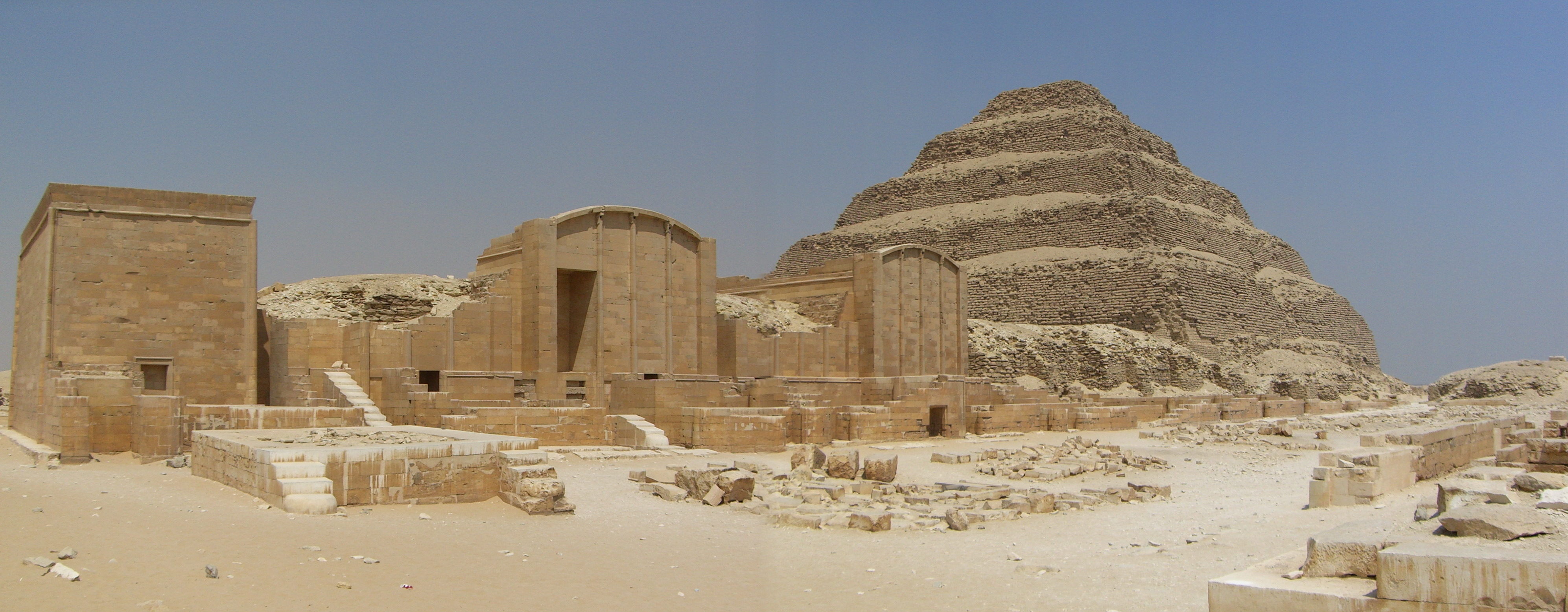
Cour de la fête-Sed dans le complexe funéraire de Djéser - - Saqqarah.

Dès les origines de la monarchie pharaonique, la fête-Sed occupe une place importante dans l'iconographie, l'épigraphie et l'architecture. Sous la Ire dynastie, les pharaons Den et Qaâ sont connus pour l'avoir célébrée. Au début de la IIIe dynastie, à Saqqarah, une partie du complexe funéraire de Djéser permet à l'âme du souverain défunt de bénéficier des bienfaits du jubilé. Dans la cour du Heb-Sed se trouve ainsi une estrade, un pavillon royal et les vestiges des chapelles du Sud et du Nord. Ces dernières étaient sans doute destinées à abriter les statues des dieux provinciaux. Sous la Ve dynastie, les ruines du temple solaire du roi Niouserrê ont livré des scènes de ce rituel. Nombre des preuves documentaires sont aussi connues pour la VIe dynastie. Sous le Moyen Empire, à Karnak, la chapelle blanche de Sésostris Ier a été édifiée pour y effectuer des rites de substitution sur une statue du roi. Les témoignages les plus nombreux concernent toutefois le Nouvel Empire. Les fêtes jubilaires d'Amenhotep III sont connues par les vestiges de son palais de Malqata, par les reliefs du temple d'Amon de Soleb et ceux de la tombe du grand intendant de la reine Tiyi, Khérouef (XVIIIe dynastie). Le jubilé précoce d'Akhenaton est renseigné par les blocs épars d'un temple qu'il fit édifier à Karnak. Les jubilés en l'honneur de Ramsès II sont eux aussi largement documentés, telle l'inscription laissée par son fils Khâemouaset à l'occasion de la fête-Sed de la 30e année. Le rituel est encore pratiqué sous la XXIIe dynastie pour preuve les scènes du temple jubilaire d'Osorkon II dans le temple de Bastet à Boubastis. Sous la dynastie des Ptolémées le rituel ne semble plus être exécuté car tombé en désuétude. Cependant, ces souverains continuent à s'en réclamer dans leurs titulatures à l'image de Ptolémée V qui se dit « possesseur d'une durée trentenaire »,.

## Le dieu chacal Sed

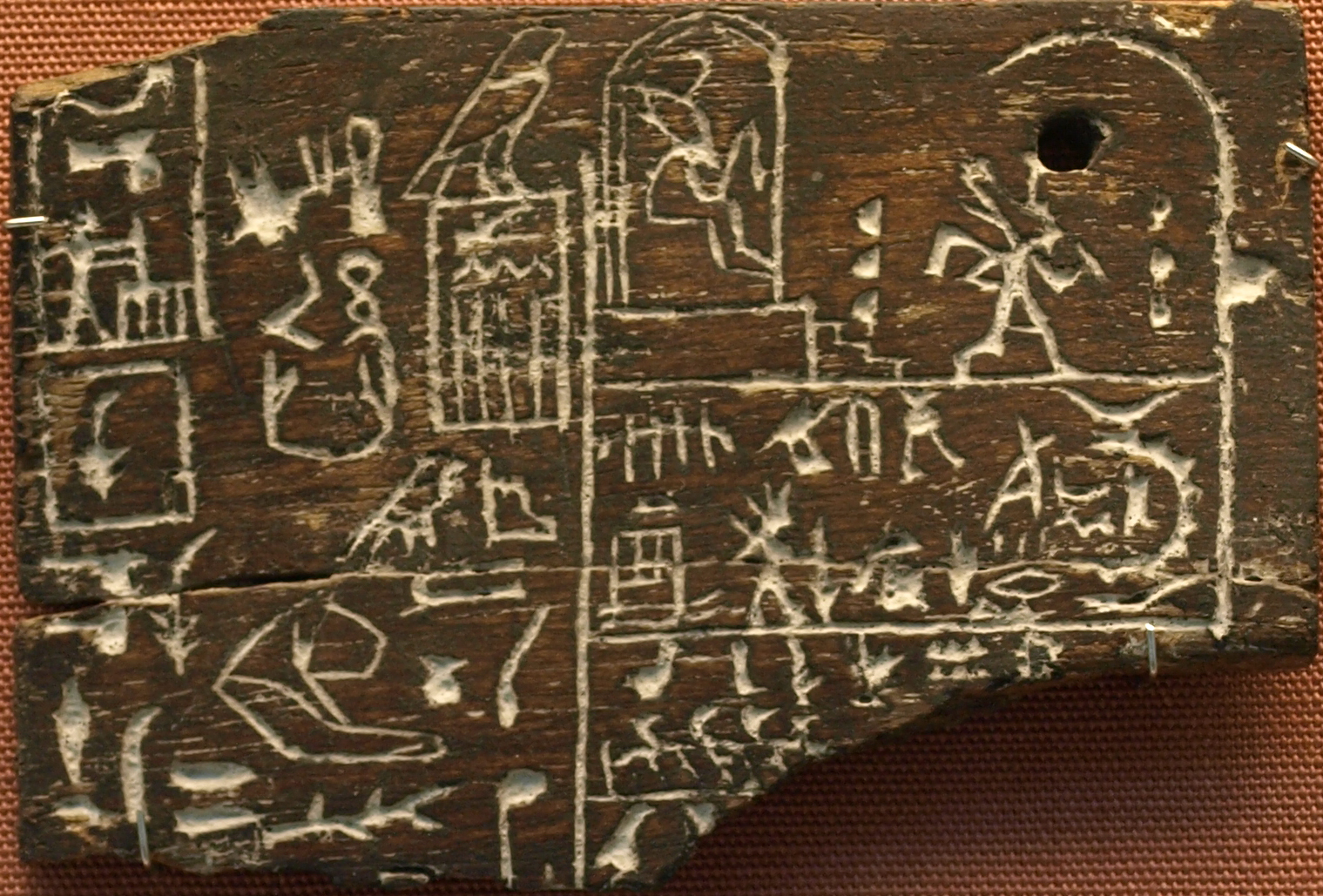
pharaoh Den

Dans l'écriture hiéroglyphique, le nom du dieu Sed est déterminé par le glyphe du chacal debout. Son nom et son culte sont très anciennement attestés. Dès  la Ire dynastie, les annales du pharaon Den rapportent qu'en la 38e année de règne, la fête de la naissance de Sed a été célébrée. Plus tard, sous la IIIe dynastie, les annales de Khéops semble à nouveau nommer ce dieu mais la citation est malheureusement très obscure et lacunaire. Jusqu'à présent, les sources archéologiques ne font pas un lien direct entre le dieu Sed et la fête-Sed. La connexion entre cette célébration et le dieu chacal Oupouaout est plus solidement nouée. Son emblème apparaît à de nombreuses reprises dans la décoration du complexe funéraire de Niouserrê. À toutes les étapes de la fête-Sed, l'emblème précède ou suit le souverain. Selon l'égyptologue Hermann Kees l'utilisation de deux formes d'Oupouaout, une pour la Haute-Égypte et une autre pour la Basse-Égypte, sont intentionnelles et servent à légitimer le pouvoir de pharaon sur les deux parties du royaume. Selon Wolgang Decker, le rôle du dieu est de servir d'éclaireur, son nom signifiant « l'ouvreur de chemin ».

## Origines
En s'appuyant sur des comparaisons avec des rites jubilaires pratiqués en Afrique et sur l'interprétation des sources égyptiennes, l'origine du rituel serait à rechercher dans une antique chasse de qualification destinée à désigner le nouveau chef de clan, après avoir sacrifié l'ancien, devenu trop âgé pour assurer son rôle de chef de chasse.
Le sacrifice, théoriquement pratiqué au bout de trente ans de chefferie, se serait transformé en rite de régénération royal, succédant à une cérémonie d'inhumation d'une statue du pharaon, substitut symbolique du corps du vieux chef sacrifié.
Quant à la chasse de qualification, elle apparaîtrait dans les nombreux emblèmes et rites cynégétiques qui innervent la fête-Sed. L'omniprésence du dieu chasseur Oupouaout, anciennement nommé Sed, confirmerait cette hypothèse.

## Rituel
Les documents faisant défaut pour comprendre le déroulement exact de la fête-Sed, sa reconstitution reste encore du domaine de la simple supposition. Il est vrai que, sur cette cérémonie secrète et mystique, les prêtres ont été avares de renseignements.
Après la trentième année de règne, cette fête aux vertus régénératrices, était célébrée généralement tous les trois ans (deux à quatre ans dans certains cas). Ainsi, le pharaon Ramsès II aurait célébré en tout, à partir du grand jubilé de l'an XXX, quatorze fêtes-Sed durant ses soixante-sept années de règne, avec, dans les dix dernières années, une fête-Sed tous les deux ans. Mais, en dehors de ce cas d'exception, il n'était déjà pas évident d'atteindre la première fête-Sed. Certains pharaons enfreindront la règle des trente ans, notamment la reine Hatchepsout qui célébra sa première fête-Sed après « seulement » seize ans de règne. À noter que dans le cas d'Hatchepsout, l'égyptologue Jürgen von Beckerath a émis l'hypothèse qu'elle aurait célébré sa fête de jubilé en cumulant aux siennes, les années de règnes de son père Thoutmôsis Ier (environ treize ans) pour marquer la continuité (et donc la légitimité) de son règne.
Au-delà de cette fonction de jubilé, la fête-Sed était une cérémonie régénératrice que le pharaon pouvait organiser pour montrer à son peuple qu'il était capable de gouverner le pays. À certaines époques, et selon le pharaon, ces fêtes étaient l'occasion de démonstration physique du souverain (course à pied, capture de taureau, chasse au lion ou à l'hippopotame, etc.). Il est tout à fait possible que ces démonstrations n'aient été que symboliques, que le souverain ne les exécutât pas lui-même et qu'un autre les ait faites en son nom (comme c'était déjà le cas pour les cérémonies religieuses).
Le pharaon tirait des flèches en direction des quatre points cardinaux pour montrer que sa domination s'étend sur toute l'Égypte. Mais le rite essentiel de la fête-Sed est l'érection du pilier djed, qui symbolise le dieu Osiris lors de sa résurrection. Seth, son meurtrier, ayant renversé ce pilier mythique, Pharaon a pour devoir de le redresser. Cette victoire sur Seth avait permis à Osiris de déclarer : « Je suis celui qui se tient debout derrière le pilier djed », devenant ainsi le pilier de l'Égypte et du monde.

## Rituel de régénération
Comme tous les êtres humains, Pharaon est soumis au vieillissement et à l'amoindrissement de ses forces. Cependant, en raison de sa proximité avec les dieux, il peut surmonter ces aspects néfastes grâce à des rituels de régénération dont il a le privilège. Dans la pensée égyptienne mais aussi dans bon nombre de royautés d'Afrique, l'harmonie du monde et la bonne marche du cosmos dépendent de la bonne condition physique du roi. Quelques régicides sont attestés sur des pharaons vieillissants. Cependant, durant la période antique, les Égyptiens n'ont pas fait le choix du meurtre rituel au bout d'une période déterminée du règne. Pourtant, il est généralement avancé que la Fête-Sed est un lointain écho de la mise à mort rituelle du chef de tribu vieillissant. Dès les débuts de la monarchie pharaonique, les souverains égyptiens ont pris pour habitude de célébrer au bout de trente ans cette fête jubilaire, ensuite répétée à des intervalles plus rapprochés ; généralement tous les trois ans.

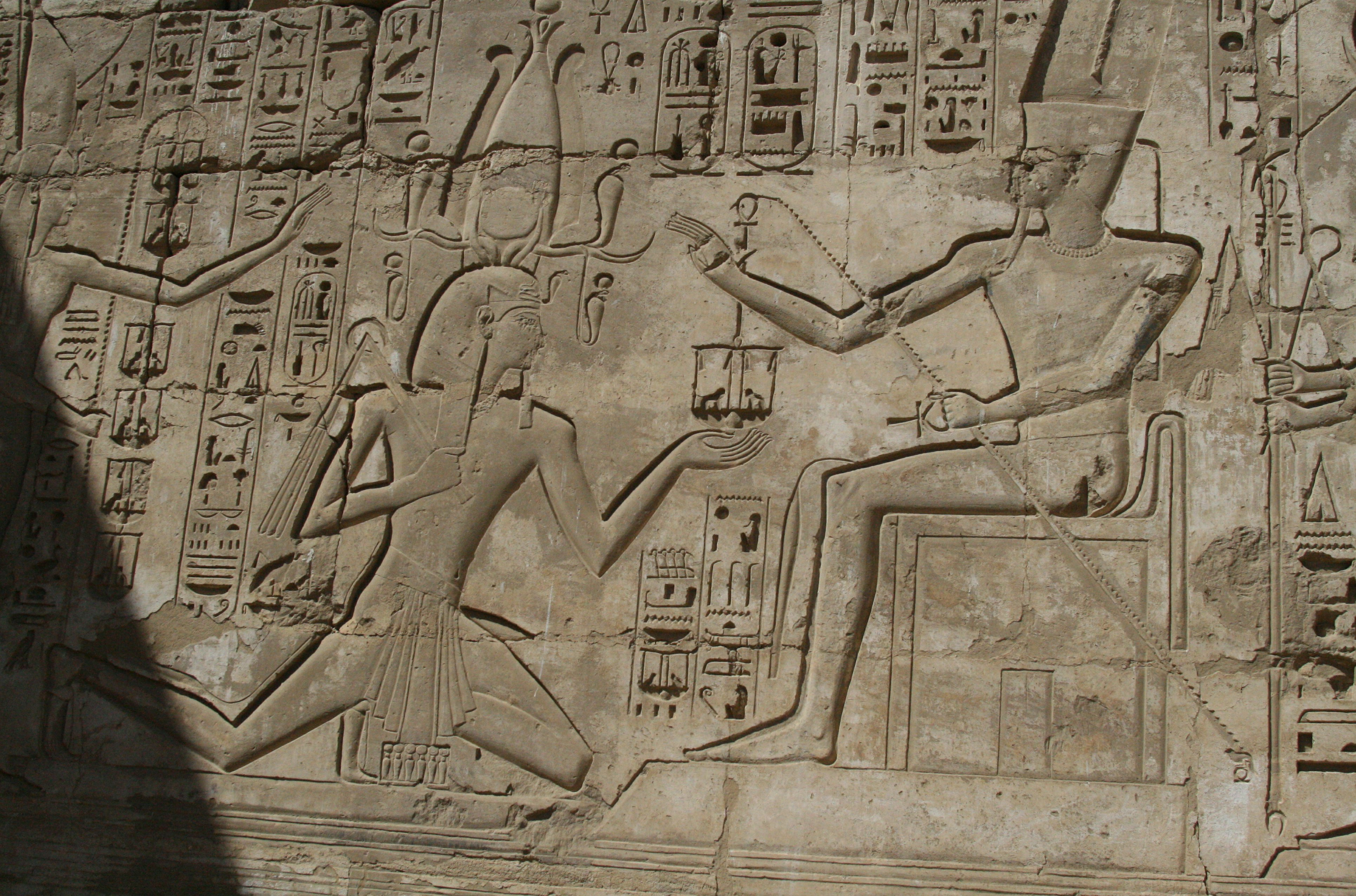
Ramsès III recevant des millions de jubilés-Sed de la part d'Amon et Mout - - Médinet Habou.

Dans l'écriture hiéroglyphique, la fête-Sed se note avec un sigle qui représente deux estrades accolées. Chacune d'elles abrite un trône sur lequel Pharaon est censé apparaître, régénéré et glorieux, en tant que roi de Haute et Basse-Égypte. Comme cette fête jubilaire garantit à Pharaon l'éclat permanent de son gouvernement vis-à-vis des hommes et des dieux, elle s'inscrit dans le temps réel du règne mais aussi dans la durée éternelle de l'après décès. Dans de nombreuses scènes pariétales, les temples montrent les dieux offrir à Pharaon des millions de fêtes-Sed. Le souverain est agenouillé et il reçoit dans le creux de la main le hiéroglyphe de la double estrade suspendue à une longue nervure de palme. De ce fait, de nombreuses représentations ont une portée historique limitée. Le don du jubilé par un dieu n'indique pas forcément que le pharaon a effectivement atteint les trente ans de règne et qu'il a réellement bénéficié des bienfaits du rituel. Dans ce cas précis, il s'agit plus d'une représentation d'un programme rituel dont le théâtre n'est pas de ce bas-monde mais dans les contrées céleste sur lesquelles Pharaon règne éternellement au cours de son existence post-mortem.

## Signification du jubilé

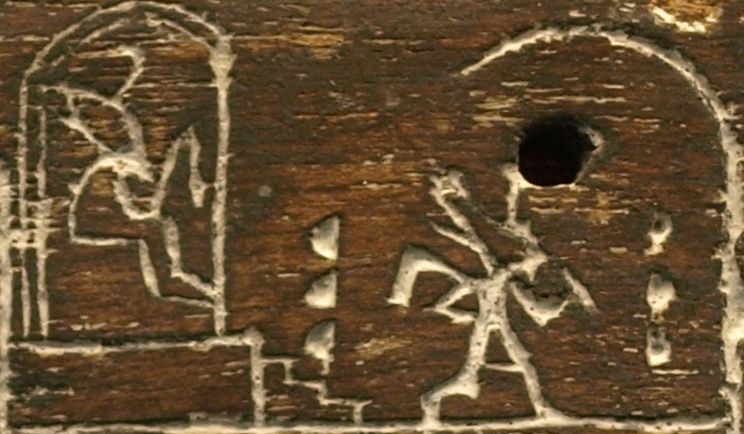
Étiquette en bois d'ébène évoquant le jubilé du pharaon Den - - British Museum.

Malgré l'importance de la documentation égyptienne, il est très difficile de se faire une idée précise du déroulement de la fête-Sed qui semble s'étendre sur au moins cinq journées consécutives. Sa signification est plus profonde que la simple célébration de la longévité du roi. Dans son essence, il s'agit d'un rituel de régénération dans lequel la puissance  magique et la force physique du pharaon en exercice sont renouvelées ainsi que ses relations avec les divinités et avec le peuple. Une série de rites en lien avec l'idéologie royale forme le cœur de la fête. Dans une vaste aire cultuelle sont aménagées des chapelles temporaires afin d'accueillir les statues des divinités provinciales de Haute et Basse-Égypte. Ces statues proviennent de toutes les régions du pays et semblent être rassemblées afin de rendre hommage au roi et de légitimer son autorité sur l'ensemble du royaume. De son côté, le pharaon rend la pareille en rendant hommage aux dieux par nombre de sacrifices et d'offrandes. Par là, le pharaon renouvelle les liens entre la royauté et la sphère divine garante de la fertilité des champs et de la prospérité des troupeaux.

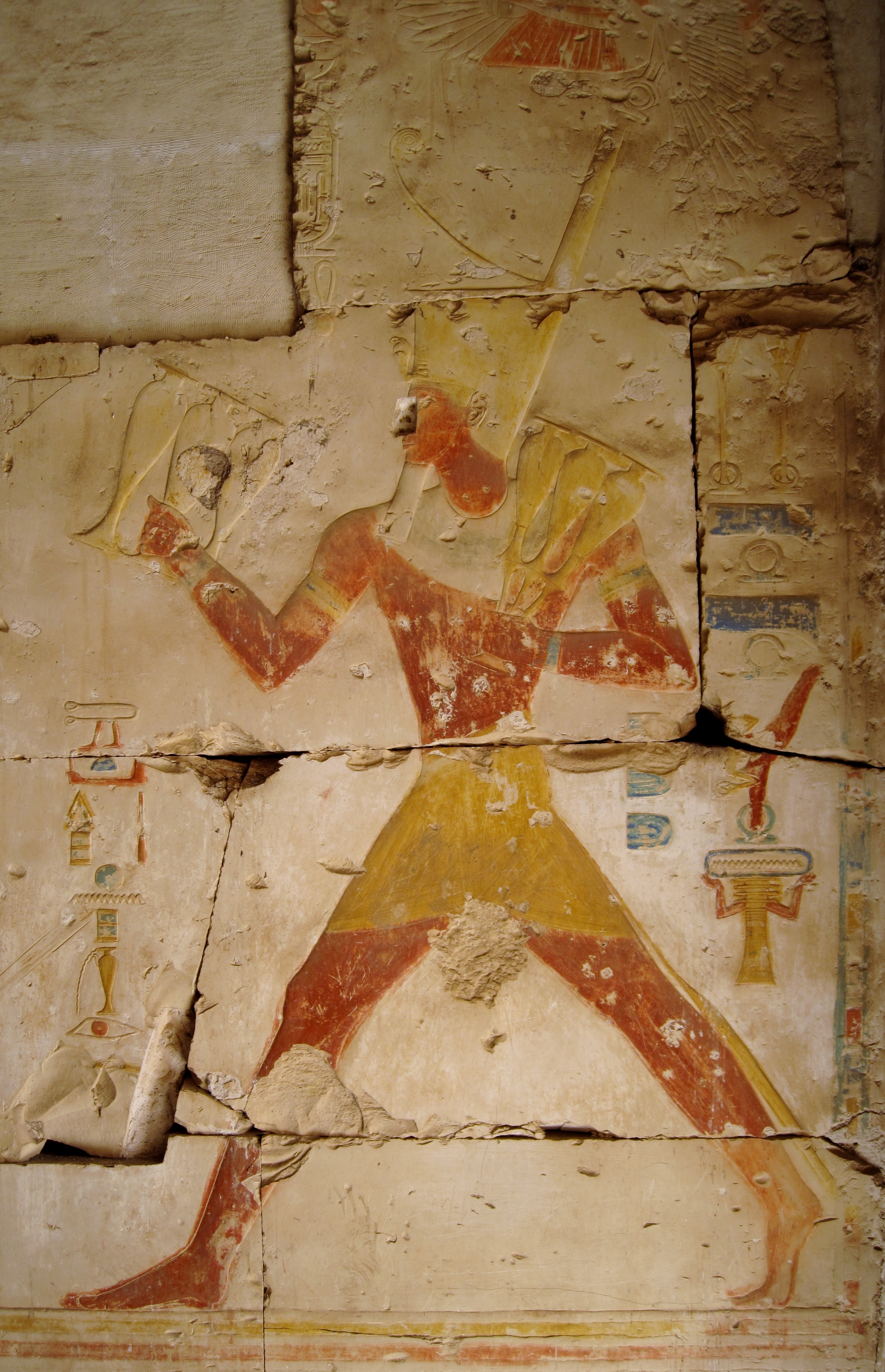
Djéser effectuant la course rituelle - - Saqqarah.

Une partie du jubilé réaffirme le pouvoir séculier du pharaon par un rite de revendication territoriale connue sous le nom de « dédicace du champ » qui n'est pas sans rappeler la circumambulation autour des murailles de Memphis lors du couronnement. Au sol, deux bornes délimitent un champ de course orienté sud-nord. Cet espace symbolise très clairement les limites territoriales du pays dans lesquelles est exercé le pouvoir pharaonique. Emmitouflé dans un manteau court, le pharaon est coiffé soit de la couronne blanche, soit de la couronne rouge, soit de la double couronne ; dans ses mains, il tient les sceptres nekhekh et mekes. À quatre reprises, il se déplace à grandes foulées entre les deux bornes afin de réaffirmer ses prétentions territoriales sur le pays et sur l'ensemble de la création.

## Répétition du couronnement
La course de la « dédicace du champ » n'est cependant pas le rituel central du jubilé. Dans l'écriture hiéroglyphique, le jubilé s'écrit avec le sigle de la tjentjat qui représente deux estrades accolées. Par ce moyen est signifié que l'acte rituélique central est le double couronnement de Pharaon, une fois en tant que roi de Haute-Égypte, une seconde fois en tant que roi de Basse-Égypte. Tout au long de la fête, une foule considérable assiste de près ou de loin à l'événement ; peuple, prêtres, dignitaires, princes, musiciens, danseurs. À cette occasion, le pharaon se doit de prouver qu'il est capable de nourrir un grand nombre de convives. Pour magnifier sa puissance, Narmer affirme avoir abattu 400 000 bovidés, 1 422 000 chèvres et capturés 120 000 prisonniers. Niouserrê affirme quant à lui avoir servi 100 600 repas. Même en laissant de côté l'exagération, il n'est pas douteux qu'il fallait réaliser des préparatifs considérables. Il est aussi possible de penser qu'une partie de l'approvisionnement pouvait provenir de razzias effectuées dans les contrées voisines. Par des étiquettes de jarres trouvées dans les ruines du palais de Malqata, il est prouvé que le pharaon Amenhotep III a organisé de gigantesques banquets lors de ses trois jubilés en offrant vin, bière, viande, graisse, huiles aux participants.

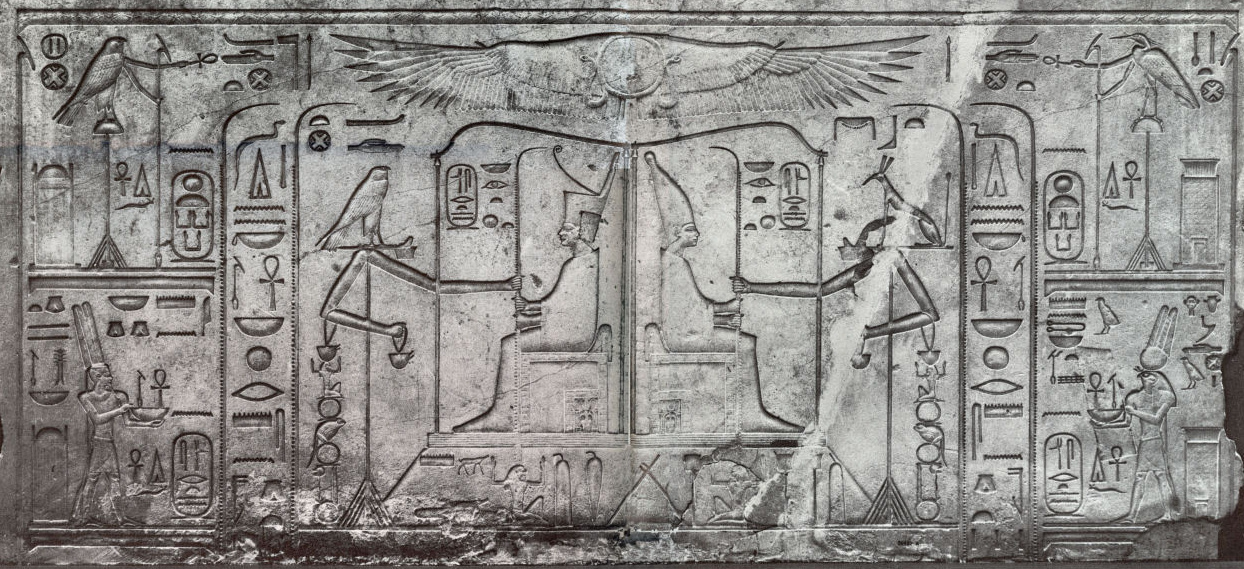
Évocation du double couronnement lors de la fête-Sed de Sésostris III. Les années de règnes (palmes) sont données par les enseignes d'Horus et Seth - - bloc sculpté découvert à Médamoud.

## Piliers «osiriaques»

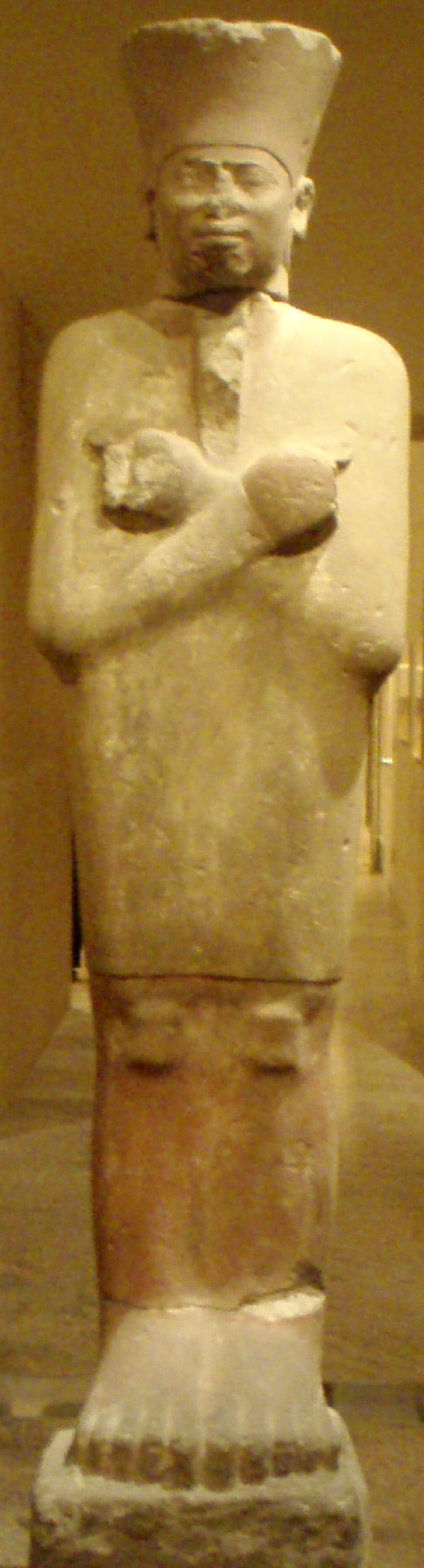
Pilier de Montouhotep II

Lors de la fête-Sed, Pharaon traverse différents états d'être lors d'un parcours mystique. Chaque étape est symbolisée par le port d'un costume spécifique. La procession inaugurale est un temps qui appartient encore à l'ancienne période du règne ; les trente années qui viennent de s'écouler. Durant ce déplacement, il porte son vêtement cérémoniel habituel, à savoir, un pagne ample. Par la suite, Pharaon connaît un passage semblable à la mort. Durant ce simulacre de décès, il porte un suaire qui le fait ressembler à la momie d'Osiris. Durant une longue phase, celle de la régénération, le souverain porte ensuite un manteau blanc et court qui recouvre l'ensemble du corps jusqu'aux genoux. Lors de la course de la « dédicace du champ », il porte cependant un pagne court, le chendjyt, plus commode aux déplacements. À la fin du jubilé, Pharaon reprend son costume initial pour montrer que la seconde phase de son règne a débuté, identique à la première.
Ces différents costumes cérémoniels apparaissent dans ce qu'il est convenu d'appeler les piliers « osiriaques ». Ces éléments décoratifs appartiennent à l'architecture des temples du culte royal édifiés durant les Moyen et Nouvel Empires. Par le moyen de statues colossales (hautes de 1,95 m à 9,50 m) adossées à des piliers, Pharaon apparaît debout et statique les deux bras croisés sur la poitrine. Parmi les souverains ainsi statufiés figurent Montouhotep II, Sésostris Ier, Hatchepsout, Thoutmôsis III, Thoutmôsis IV, Amenhotep III, Akhenaton, Ramsès II, Ramsès III, Ramsès IV et Ramsès VI. Cette attitude n'est pas sans rappeler les figurations du dieu Osiris, surtout lorsque le pharaon est vêtu du suaire mortuaire qui le fait ressembler à une momie. Issu de ce rapprochement iconographique, la terminologie de pilier « osiriaque » est un héritage des premiers égyptologues (milieu du XIXe siècle). Elle est cependant incorrecte car ces piliers ne sont pas des représentations du souverain défunt mais des figurations du pharaon en état de léthargie lors de la fête-Sed. Aussi, serait-il plus correct de parler de piliers jubilaires. Outre le suaire osirien, les colosses peuvent montrer le pharaon dans ses autres costumes ; le pagne cérémoniel, le manteau blanc jubilaire ou le pagne chendjyt. Le souverain peut même être entièrement nu et androgyne mais cette dernière représentation ne concerne que le seul Akhenaton. Les textes gravés sur les piliers attestent clairement du contexte jubilaire : « Première fois de la fête-Sed ; qu'il soit un doué de vie ! », « Première fois de la fête-Sed ; puisse-t-il en célébrer de très nombreuses comme Rê éternellement ! ».

piliers jubilaires dits « osiriaques »
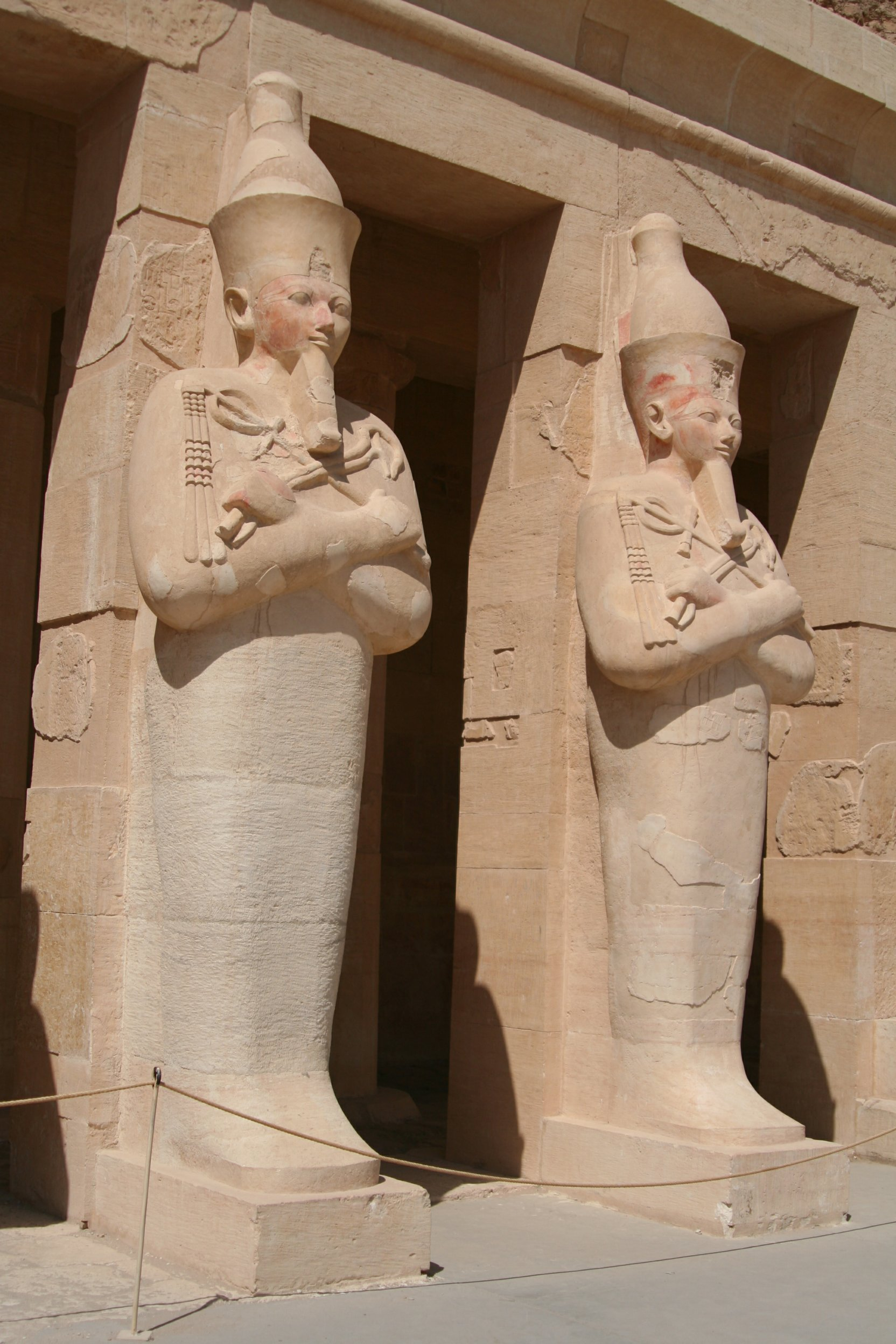
Hatchepsout à Deir el-Bahari - XVIIIe dynastie.
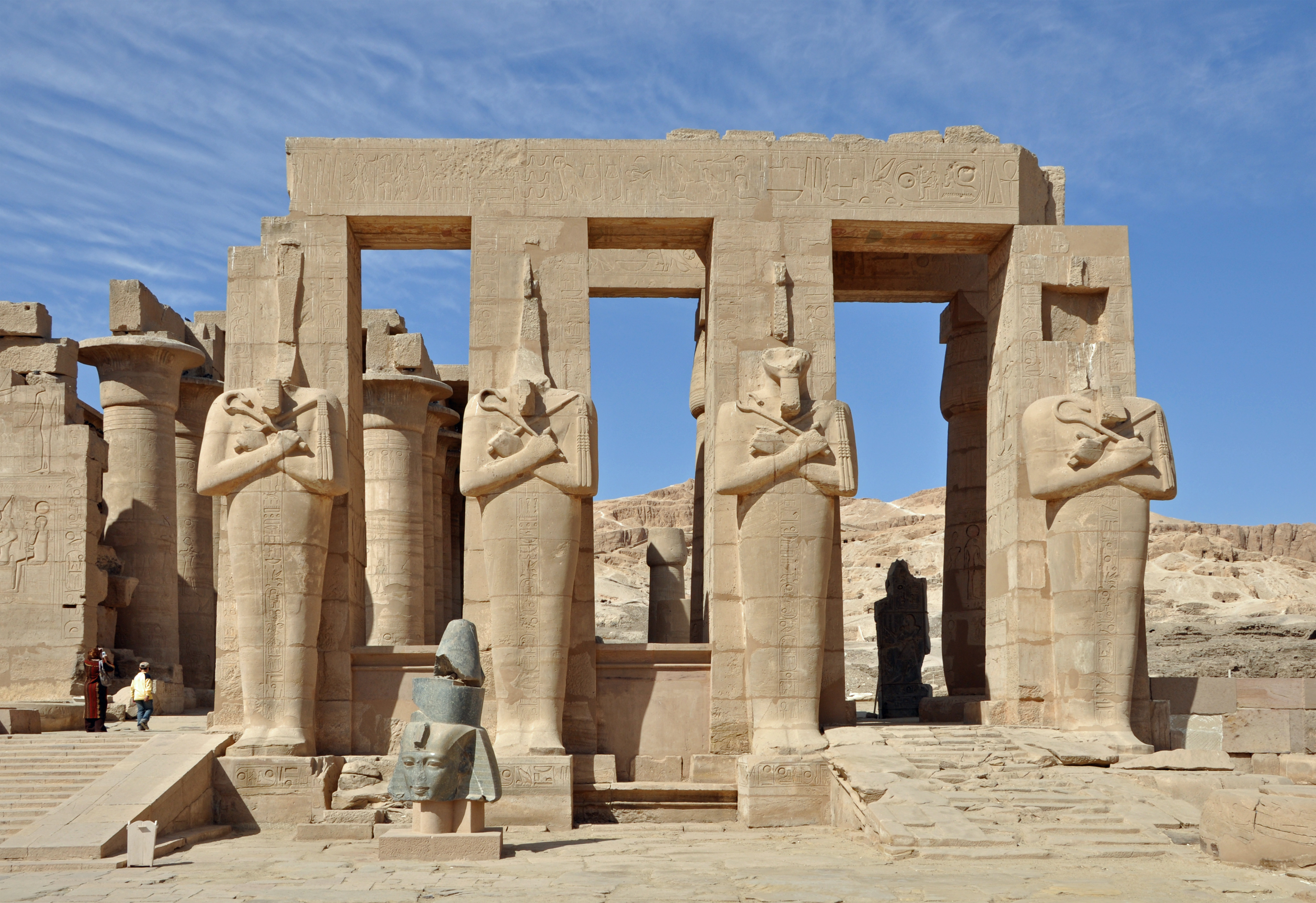
Ramsès II - Ramesséum - XIXe dynastie.
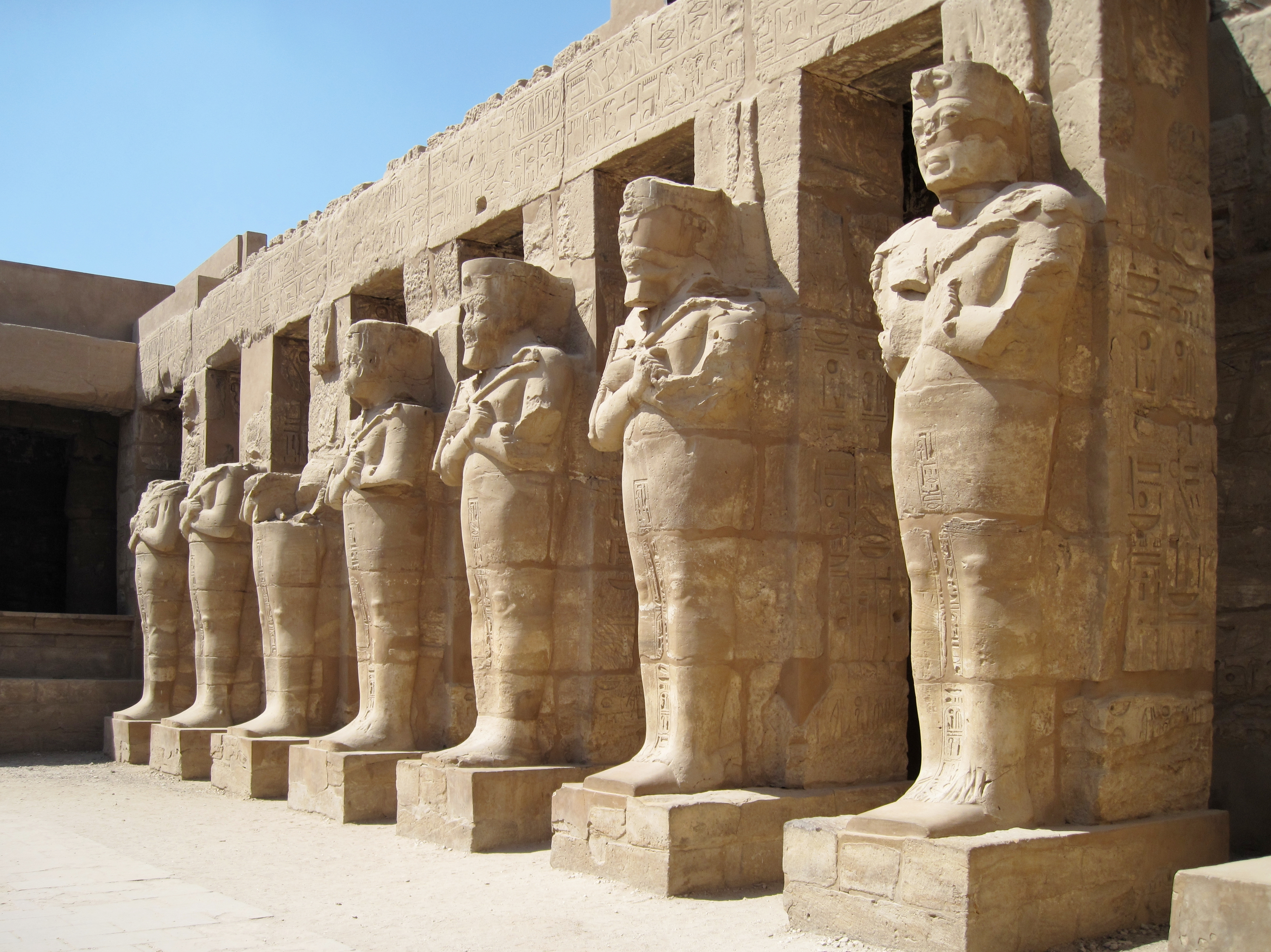
Temple de Ramsès III à Karnak - XXe dynastie.